# Арария
Арария (англ. Araria, хинди अररिया) — город в северо-восточной части штата Бихар, Индия. Административный центр округа Арария.

## География
Абсолютная высота — 46 метров над уровнем моря. Расположен недалеко от границы с Непалом.

## Население
По данным на 2013 год численность населения составляет 84 308 человек.
Динамика численности населения города по годам:
| 1991   | 2001   | 2013   |
| ------ | ------ | ------ |
| 45 257 | 60 861 | 84 308 |

## Транспорт
Имеется регулярное автобусное и железнодорожное сообщение с городами страны. Через округ Арария проходит национальное шоссе № 57.